# René Christensen (fodboldspiller)
 Der er flere personer med dette navn, se René Christensen (flertydig).
René Sjøgren Christensen (født 21. januar 1988) er en dansk tidligere fodboldspiller, der spillede for AC Horsens.
Han spillede to år i Superligaen, før han stoppede sin professionelle fodboldkarriere med ønske om et arbejde og en uddannelse.

## Eksterne Henvisninger
- René Christensens spillerprofil på Transfermarkt (engelsk)
- René Christensens profil hos FootballDatabase.eu (engelsk)